# Napoleonas Indrašius
Napoleonas Indrašius (ur. 23 maja 1905 w Barkiškis, zm. 3 grudnia 1984 w Wilnie) – litewski lekarz, psychiatra, psychoanalityk, profesor Uniwersytetu Wileńskiego. Redaktor czasopisma „Pasaulėžiūra”.

## Wybrane prace
- Diagnosis and Therapy of Neuroses and Psychopathies. Sveikatos Apsauga 47, ss. 51-3, 1964